# Kevin Dillon
Kevin Brady Dillon (Mamaroneck, 19 de agosto de 1965) é um ator americano, conhecido por sua interpretação de Johnny "Drama" Chase na comédia dramática Entourage, da HBO, papel pelo qual foi indicado para três Prêmios Emmy e um Globo de Ouro. É irmão mais novo do também ator Matt Dillon.

## Filmografia parcial
- 1986 - Platoon - Bunny
- 1988 - The Blob - Brian Flagg
- 1991 - The Doors (filme) - John Densmore
- 1996 - True Crime - Tony Campbell
- 2004-2011 - Entourage - Johnny "Drama" Chase
- 2006 - Poseidon (filme) - Lucky Larry
- 2015 - Entourage (2015) - Johnny "Drama" Chase